# Ключ 25
| 卜                     | 卜              | 卜              |
| ---------------------- | --------------- | --------------- |
| 24                     | 25              | 26              |
| Піньінь:               | bǔ              | bǔ              |
| Чжуїнь:                | ㄅㄨˇ           | ㄅㄨˇ           |
| Вейд-Джайлз:           | pu3             | pu3             |
| Ютпхін:                | buk1            | buk1            |
| Он:                    |                 |                 |
| Кун:                   |                 |                 |
| Кандзі:                | 卜の卜 bokunoto | 卜の卜 bokunoto |
| Хун:                   | 점 cheom        | 점 cheom        |
| Им:                    | 복 bok          | 복 bok          |
| Індекс у Вікісловнику: | 卜              | 卜              |

Ключ 25 — ієрогліфічний ключ, що означає передбачення і є одним із 23 (загалом існує 214) ключів Кансі, що складаються з двох рисок.
У Словнику Кансі 45 символів із 40 000 використовують цей ключ.

## Символи, що використовують ключ 25

Як писати ієрогліф.

| кількість рисок | ієрогліфи   |
| --------------- | ----------- |
| без додаткових  | 卜          |
| 2 додаткові     | 卝 卞       |
| 3 додаткові     | 卟 占 卡 卢 |
| 5 додаткових    | 卣 卤       |
| 6 додаткових    | 卥 卦       |
| 7 додаткових    | 卧          |
| 9 додаткових    | 卨          |